# 연일구조선

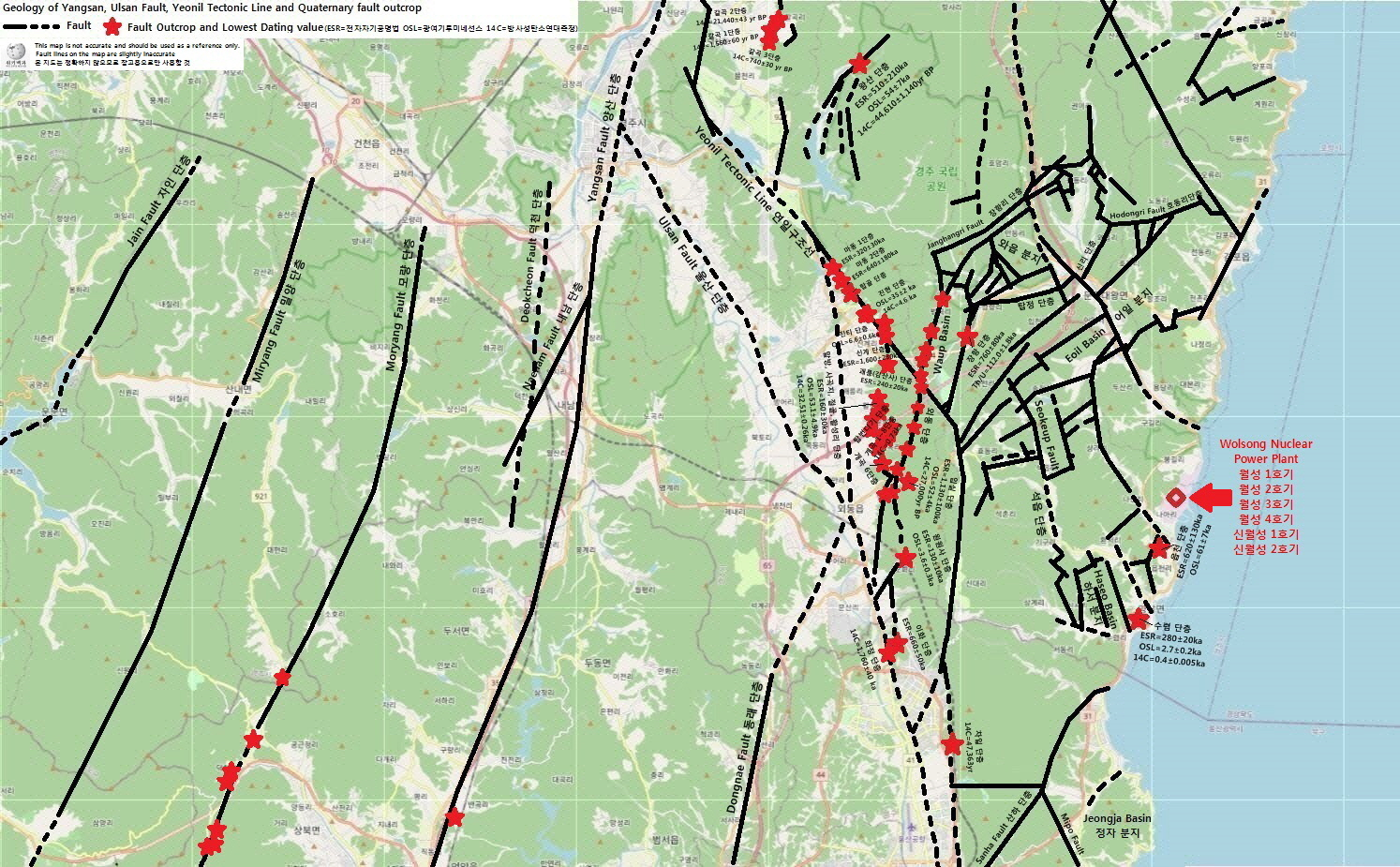
양산 단층, 울산 단층, 연일구조선과 와읍 분지

연일구조선(延日構造線, Yeonil Tectonic Line, YTL)은 신생대 마이오세에 한반도 남동부에서 발생한 지각 변형을 규제한 서쪽 한계선으로 정의되는 단층이다. 김인수 외(1998)에 의해 최초로 명명된 연일구조선은 마이오세 퇴적분지에서 흔히 관찰되는 잔류 자기의 시계방향 편향이 사라지는 서쪽 한계선이다. 연일구조선에 의해 한반도 남동부에 분포하는 제3기 마이오세 퇴적 분지들은 연일구조선의 동쪽에만 분포한다. 양산 단층과 울산 단층 동편에 존재하는 연일구조선의 최북단은 북서 30°방향으로 양산 단층계와 연결되며 포항 분지의 서측 경계를 형성하며 경주시 양남면 효동리에서 남-북 방향으로 분절되다가 최남단인 울산광역시 북구 호계동에서 북북동 방향으로 우수향 굴곡되어 울산 단층과 연결되어 약 30 km의 연장을 가진다.

## 개요

### 배경
신생대 마이오세에, 지각변형으로 인해 한반도 남동부에는 활발한 단층운동과 함께 도처에 소규모 퇴적분지들이 형성되었으며 지괴들이 30~50°시계 방향으로 수평으로 회전했다. 과거에는 이러한 분지의 형성과 지괴의 회전 운동은 동해가 확장하면서 한반도 남동부의 주요 구조선인 양산 단층과 울산 단층이 우수향 주향이동으로 활동한 결과로 해석되었다. 김인수와 강희철(1989)은 제3기 분지에서 고지자기 연구를 실시하여, 포항 이남 제3기 분지의 지층들이 1600만 년 전 중기 마이오세 이후 시계방향으로 평균 약 55°회전하였고 이러한 회전 운동은 양산 단층의 우수향 주향이동을 일으켰으며 이는 동해의 확장에 기인한 것이라고 설명하였다. 김인수(1992)는 제3기 분지에서 관찰되는 잔류 자기의 시계방향 회전이 동해의 확장에 기인한 우수향 전단작용에 의한 것이라고 주장하였다. 민경덕 외(1994) 역시 어일 분지, 장기 분지, 포항 분지에 분포하는 암석의 잔류자기를 분석하여 연일층군에 대해 장기층군, 범곡리층군 등이 시계방향으로 50.8°회전했고 이러한 수평회전운동은 약 15~16 Ma에 동해의 확장운동과 관련하여 양산 단층의 우수향 주향이동에 기인한 것으로 설명하였다. 손문 외(1996)는 울산광역시 동부에 분포하는 정자 분지의 잔류자기가 시계 방향으로 수평편향된 것이 동해의 북북서-남남동 방향의 확장 운동에 기인한 것으로 해석했다. 이윤수 외(1999)는 양산 단층의 우수향 운동에 의한 회전 운동이 연일층군 퇴적 이전인 17.3 Ma에 일어났다고 설명했다.

### 1998년: 연일구조선의 설정
그러나 양산 단층과 울산 단층 일대에서 실시된 일련의 고지자기 및 지질학적 연구에서는 이러한 견해에 강한 의문을 제기하며 마이오세 지각변형을 규제한 새로운 구조선(構造線)으로 연일구조선의 존재를 제안하였다. 강희철 외(1996) 양산 단층 지역에서 실시된 고자기(Palaeomagnetic) 연구 결과 단층 양편의 암석에서 잔류 자기의 편향차가 인지되지 않아 양산 단층은 제3기 분지가 진화하는 동안에는 양산 단층의 우수향 주향이동이 미미했을 것으로 판단하였다. 손문 외(1997)는 잔류자기 편향 현상이 울산 단층 서편에서 확인되지 않고 울산 단층 동편 6 km에서 관찰되는 것을 확인하고, 이러한 '예상치 못한'(unexpectable) 결과는 제3기 변형을 주도했다는 울산 단층의 역할이 의심스러우며 울산 단층에서 동쪽으로 최소 6 km 떨어진 새로운 구조선(tectonic)의 존재를 제안했다. 손문 외는 이 구조선이 울산 단층과 평행하게 북북서로 달리고 동해가 확장하는 동안 응력을 해소했으며 우수향 주향이동단층으로서 제3기 변형을 주도했을 것이라 설명하여 사실상 연일구조선의 존재를 예언했다. (그러나, 이 연구에서는 아직 연일구조선이란 명칭이 등장하지 않았다.)
김인수 외(1998)는 제3기에 양산 단층의 운동이 미미했다면 그 옆에 있는 울산 단층이 제3기 분지의 형성과 진화 과정에 중요한 역할을 했을 것이라 예상하며 울산 단층 일원에서 고자기 연구를 실시했으나 울산 단층에서도 단층 양편의 암석들에서 잔류 자기의 편향차가 나타나지 않았다. (=즉, 울산 단층은 제3기에도 양산 단층과 같이 별로 활동하지 않았다.) 그 대신 마이오세 분지 지역에서 전반적으로 나타나는 잔류자기의 시계방향 편향 현상이 한결같이 (울산 단층선과 거의 일치하는) 국도 제7호선으로부터 동쪽으로 약 6 km 이상 떨어진 지점에서만 관찰되었다. 이 편향자기 현상은 동해의 확장에 수반된 우향의 전단 작용으로 제3기 분지의 형성에 연관된 것으로 해석된다. 이로부터 연구진들은 울산 단층으로부터 동편으로 약 6 km 떨어져 잔류자기 편향지점이 나타나는 지점들 중 가장 서편에 위치한 지점을 연결하는 새로운 구조선을 상정하고, 제3기 분지의 발달에 지대한 역할을 한 이 구조선을 연일구조선으로 명명했다. 이 연구에서 '연일구조선'이라는 명칭이 최초로 사용되었다.

### 연일구조선의 설정 이후
김인수 외(1998)는 잔류자기 편향지점에 근거해 연일구조선을 설정했을 당시 이미 연일구조선의 야외지질학적 증거를 확인하였다. 잔류자기 연구를 수행하는 과정에서 이들이 국지적으로 관찰한 바에 의하면 새롭게 상정된 이 연일구조선을 따라 폭 수십 m의 심한 파쇄대가 나타나고 있었으며 직경이 수십 m에 달하는 특이한 화강암 거력들의 집괴(集塊)들이 상당 구간 연속적으로 분포하는 것이 발견되었다. 이후의 야외 조사에서는 울산 단층에서 평균 5 km 동쪽에 경주시 천북면에서 울산광역시 북구 호계동에 이르는 북북서 내지 남-북 방향에 연장 30 km, 폭 20 m의 파쇄대가 존재하며 이 파쇄대에 규제되어 연일구조선 동편에만 마이오세 천북 역암층에 대비되는 각력질 역암층이 분포하고 있다는 것이 밝혀졌다. 연일구조선의 최북단은 북서 30°방향으로 양산 단층계와 연결되며 포항 분지의 서측 경계를 형성하며 경주시 양남면 효동리에서 남-북 방향으로 분절되다가 최남단인 울산광역시 북구 호계동에서 북북동 방향으로 우수향 굴곡되어 울산 단층과 연결된다. 그리고 연일구조선 동부에는 염기성 암맥이 많은 반면 서부에는 암맥이 사라지는 것이 확인되었으며 연일층군의 퇴적이 시작된 16.5~17 Ma 경에 연일구조선의 우수향 주향이동 운동이 시작된 것으로 판단되었다. 연일구조선 일대에는 역단층들이 다수 발달하는데 이들은 동해 확장이 종료된 15 Ma 이후 응력반전으로 인한 서북서-동남동 방향의 압축력을 지시한다. 손문 외(2000)에 의한 조사 결과 와읍 분지의 남서부 경계가 북북서 방향의 연일구조선이며 이 지역의 연일구조선은 최소 50 m 이상의 수직 파쇄대로 나타나는 것으로 확인되었다.
손문 외(1997)와 김인수 외(1998)는 연일구조선이 울산 단층 6 km 동쪽에서 울산 단층과 거의 평행하게 달릴 것으로 예상하였으나 손문 외(2002)가 경주시 양남면에서 울산광역시 북구 중산동에 이르는 연일구조선 남부에서 지질조사를 실시한 결과 연일구조선은 서로 다른 방향을 가지는 4개의 단층 분절(segment)로 나누어지며 남쪽으로 갈수록 우향으로 굴곡되어 울산 단층과 가까워지는 것을 확인하였다. 이들 4개의 분절은 각각 북북서, 남-북, 북북동의 주향을 가지며 폭 15~50 m의 파쇄대가 발달한다. 또한 이 연구의 결과 연일구조선 동편에는 대개 마이오세 지층들의 분포지를 규제하는 (동)북동 방향의 정단층들이 나타나며 연일구조선과 울산 단층 사이에서는 제4기 역단층들이 발견되었다. 이곳의 제4기 단층들은 노두가 위치한 지명을 따라 말방 단층, 입실 단층, 원원사 단층, 이화 단층으로 명명되었다. 그리고 이 연구에서 개곡 제2 및 제4 단층이 처음으로 소개되었다. (이 부분에 대해서는 울산 단층 문서를 참조할 것.) 이 연구 결과로 연일구조선 남부는 연속적인 단층 파쇄대이며 마이오세 지층의 분포와 분지의 확장을 주도한 정단층의 서쪽 연장과 북동 방향 염기성 암맥의 분포를 규제하는 파쇄대로서 그 실체가 확인되었다. 연일구조선은 동해의 확장으로 육지로 전파되어 오는 우수향의 전단력을 가장 서쪽에서 최종적으로 해소시키는 역할을 하였으며, 따라서 연일구조선의 서편에는 마이오세 분지와 지괴의 회전운동이 없고 양산 단층이나 울산 단층의 활동도 미미했던 것이다.
김진섭 외(2002)는 연일구조선 양쪽에 분포하는 암맥들을 조사하여 이들이 암석기재학 그리고 지화학적으로 동일하다고 보고하였으며, 김종선 외(2005)는 한반도 남동부의 제3기 암맥군과 화산암류를 대상으로 아르곤-아르곤 연대 측정을 실시하여 연일구조선 동서 양편 염기성 암맥군의 관입 연대가 각각 47.3±0.8 Ma 및 48.0±1.3 Ma (신생대 고제3기 에오세 루테티아절)으로 거의 동일한 것으로 보고하였다. 이들 연구 결과는 연일구조선이 제3기 지각변형 동안 지괴의 시계방향 회전 운동을 규제한 주요 지구조선임을 지시한다.
천영범 외(2012)는 포항 분지가 연일구조선과 동한 단층 2개의 주 변위대(Principal Displacement Zone, PDZ) 사이에서 확장된 인리형 분지인 것으로 해석했다. 포항 분지의 침강은 연일구조선의 우수향 주향이동 운동에 의해 유도되었으며 오천 단층은 시계 방향으로 회전했고 연일구조선과 연결되지는 않았던 것으로 보인다.

## 연일구조선과 지진
한민희 외(2016, 2017)는 울산 단층 동쪽에서 2010~2014년 사이 미소 지진활동에 대한 분석을 수행하여, 지표조사를 통해 확인된 연일구조선의 남측 분절과, 석읍 단층, 와읍 분지의 경계 단층을 따라 지진이 발생하고 있다는 사실을 밝히고 이곳을 경주 미소지진 다발지역으로 명명하였다. 석읍 단층은 연일구조선 동쪽 4 km 지역에서 연일구조선과 평행하게 달리는 북북서 주향의 단층이다. 311회의 미소 지진을 분석한 결과 지진의 깊이는 연일구조선의 남측 분절에서 8~11 km, 석읍 단층에서 11~12 km, 와읍 분지에서 6~14 km에 이르는 것으로 분석되었다. 그리고 이 지역의 지하에 최소 4개 이상의 지하단층이 존재한다는 사실이 밝혀졌다.

## 같이 보기
- 한국의 단층
- 울산 단층
- 양산 단층
- 경주시의 지질
- 한국의 지진
- 주오 구조선
- 이토이가와-시즈오카 구조선
- 포항 분지
- 와읍 분지
- 2023년 경주 지진
- 한국의 지질